# Theuma cedri
Espèce
Theuma cedri est une espèce d'araignées aranéomorphes de la famille des Prodidomidae.

## Distribution
Cette espèce est endémique d'Afrique du Sud. Elle se rencontre au Cap-Occidental et en État-Libre.

## Description
La femelle holotype mesure 9 mm.

## Systématique et taxinomie
Cette espèce a été décrite par Purcell en 1907.

## Publication originale
- Purcell, 1907 : « New South African spiders of the family Drassidae in the collection of the South African Museum. » Annals and Magazine of Natural History, sér. 7, vol. 20, p. 297-336 (texte intégral).